# Ferrero Ardennes
Ferrero Ardennes SA ist ein Schokoladenhersteller des Ferrero-Konzens. Gegründet wurde die Firma 1988 und hat ihren Sitz in der Rue Pietro-Ferrero 5, in Arlon. Der Jahreserlös beträgt 2022 116 Millionen Euro und hatte in diesem Jahr 1339.6 Stellen im Vollzeitäquivalent.
Das Ferrerowerk hatte im Jahr 2022 einen großen Salmonellenausbruch zu vermelden und musste zahlreiche Schokoladenprodukte zurückrufen. Außerdem wurde das Werk von der AFSCA zwischen April und Juni dieses Jahres geschlossen. Die AFSCA hat im September der Ferrero Ardennes im September, nach drei Monatigen Betrieb unter auflagen, die Lizenz wieder vollständig erteilt. Einen zweiten Ausbruch von Salmonellen wurde im Juni 2023 wiederentdeckt. Jedoch wurde gemeldet, dass keine Endprodukte befallen waren. Aus Vorsicht wurde trotzdem die Produktion eingestellt.